# Élisabeth Le Bas
Pour les articles homonymes, voir Duplay et Le Bas.
Élisabeth Le Bas, née Duplay le 16 août 1772 à Paris et morte le 4 avril 1859 à Rouen, est une personnalité de la Révolution française. Fille de Maurice Duplay et de Françoise-Éléonore Vaugeois qui accueillent chez eux Maximilien de Robespierre de 1791 à 1794, sœur d'Éléonore Duplay, elle épouse en premières noces le député Philippe Le Bas, le 26 août 1793 à Paris.

## Biographie
Née le 16 août 1772 à Paris, Élisabeth Éléonore Duplay est une jeune fille vive et enjouée. Elle se démarque de sa sœur aînée, Éléonore, par ses manières « populaires », ainsi que par sa verve.
L'historien Jules Michelet, dans son Histoire de la Révolution française, la décrit comme « vive et charmante, [elle] ne perdait pas une occasion de dérider [Robespierre] ».
Le 24 avril 1793, jour de l'acquittement de Jean-Paul Marat par le tribunal révolutionnaire, elle se rend à la Convention nationale avec Charlotte de Robespierre ; dans les tribunes, elle fait la connaissance de Philippe Le Bas, l'un des collègues et amis de l'Incorruptible, futur membre du comité de sûreté générale. Elle le revoit par la suite, à la Convention ou au club des Jacobins, où elle se rend quelquefois avec sa mère quand Robespierre y intervient.
Le 26 août 1793 à Paris, Élisabeth épouse Philippe Le Bas en présence de Jacques-René Hébert, qui fait les fonctions d'officier municipal, de Robespierre, témoin de l'époux, de Jacques-Louis David et de Pierre Vaugeois, frère de Mme Duplay, menuisier à Choisy. Le 29 prairial an II (17 juin 1794), elle met au monde un petit garçon prénommé également Philippe et qui deviendra, par la suite, précepteur de Napoléon III.
Le soir du 9 thermidor, elle arrive avec sa belle-sœur Henriette devant la prison où son mari est interné quand il en est libéré par la Commune. Quelques heures plus tard, celui-ci se suicide, et elle est emprisonnée le 13 (31 juillet 1794), ainsi que toute sa famille (dont son bébé). Libérée cinq mois après, elle emménage avec sa sœur aînée et élève seule son fils.
Elle se remarie à Paris dans le 10e arrondissement ancien, le 20 nivôse an VII (9 janvier 1799) avec Charles Louis Joseph Le Bas, frère de son premier mari, commissaire général de police (1808) à Lorient, qui meurt en 1829. Ensemble, ils ont deux enfants : Charlotte Élisabeth dite Caroline (Paris l'an VIII / 1800- Paris 1863) et Charles (Lorient 1810-), nommé bibliothécaire à la Sorbonne le 1er janvier 1847 grâce à son demi-frère.
Après le décès de son second époux, elle s'installe avec son fils Philippe, rentré de Suisse, dans un appartement au troisième étage du no 30 de la rue de Condé.
Michelet rapporte que lors d'une visite qu'il fit, enfant, avec sa mère chez Élisabeth Le Bas, cette dernière lui dit à propos de Robespierre et de Saint-Just : « Ces hommes étaient des saints ».

Dans le livre IX de son Histoire de la Révolution Française, Jules Michelet signale également en notes l'événement suivant, rapporté d'après lui par « un ami de Robespierre, […] ennemi de Camille Desmoulins » : 

« Un jour Camille, avec une légèreté très coupable et très libertine, aurait donné un livre obscène à l'une des plus jeunes demoiselles Duplay. Robespierre le lui surprit dans les mains, et, comme tout homme sage eût fait, il le retira adroitement à la jeune fille, en lui donnant pour compensation un livre de belles images qui n'avait rien de dangereux. Il ne montra ni aigreur ni violence. Mais, soit haine du libertinage, soit profonde blessure d'amour propre contre l'insolent qui respectait si peu le saint des saints de Robespierre, il oublia tous les services de l'ami, de l'ancien camarade, qui avait travaillé tant d'années à sa réputation et dès cette heure, il voulut sa mort. »

Élisabeth Le Bas meurt le 4 avril 1859 à midi, à l'âge de 86 ans, chez sa fille Caroline, mariée à Henri Vautrin, propriétaire de l'hôtel du Nord à Rouen, au no 13 rue Sénécaux. Elle est inhumée au cimetière du Père-Lachaise (34e division) à Paris.
Ses Mémoires, édités en 1901 par Stéfane-Pol, nous fournissent de précieux renseignements sur la vie que mena Robespierre au sein de la famille Duplay pendant la Révolution.

## Pour approfondir

### Articles de l'encyclopédie
- Famille Le Bas
- Philippe-François-Joseph Le Bas
- Maurice Duplay
- Éléonore Duplay
- Philippe Le Bas